# Lombez
Lombez település Franciaországban, Gers megyében. Lakosainak száma 2188 fő (2022. január 1.). Lombez Samatan, Espaon, Montadet, Montamat, Puylausic és Sauveterre községekkel határos.

## Népesség
A település népességének változása:
| Lakosok száma | 1331 | 1239 | 1325 | 1714 | 2070 | 2091 | 2134 | 2156 | 2152 | 2188 |
|               | 1968 | 1982 | 1990 | 2006 | 2013 | 2015 | 2017 | 2019 | 2020 | 2022 |